# Česká osvícenská historiografie

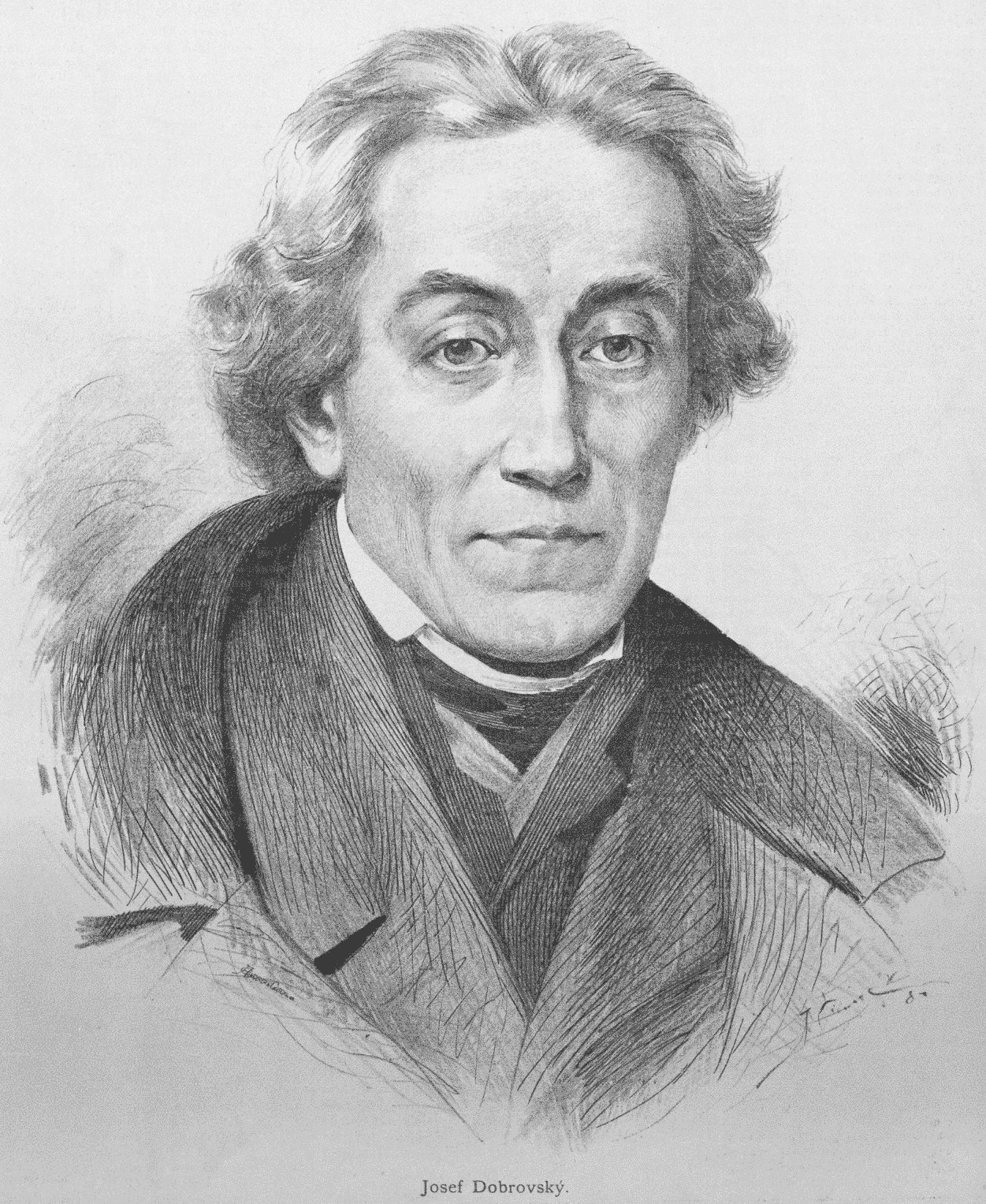
Josef Dobrovský

Česká osvícenská historiografie se v kontextu osvícenství v českých zemích rozvíjela v 18. století. Vyznačovala se důrazem na kritiku a zpřístupňování pramenů. Při této ediční činnosti a při růstu vzdělanosti a náboženské tolerance nutně docházelo ke změně úhlu pohledu na dějinné události a k bourání staletých mýtů. Toto je zřetelné u Gelasia Dobnera (odhalení nevěrohodnosti Hájkovy kroniky), Františka Martina Pelcla (sympatie k Husovi) i Josefa Dobrovského (zpochybnění legendy Jana Nepomuckého).
V tomto období vznikla také díla, jež měla české dějepisectví popularizovat a nakonec se s rostoucí vzdělaností začali objevovat dějepisci také v širších vrstvách (František Jan Vavák). Okolo roku 1800 však přišel v důsledku událostí spjatých s napoleonskými válkami útlum dějepisecké činnosti, jež se obnovila po roce 1820, tentokrát však již ne pod vlivem osvícenství, nýbrž pod vlivem romantismu ve službách národního obrození.

## Kontext a počátky české osvícenské historiografie

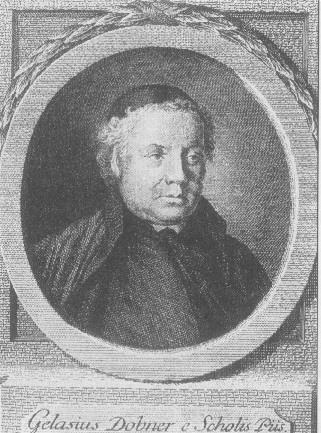
Gelasius Dobner

S příchodem osvícenství vznikla také nová forma historiografie. Podobně jako v humanistickém dějepisectví se po období baroka znovu ozývá důraz na kritičnost a ještě více se zdůrazňuje nutnost empirického poznání. Do historiografie se začaly přenášet postupy z přírodních věd a v dějinách se začaly hledat obecné zákonitosti, což vedlo k přehlížení specifických individuálních procesů a ahistorismu – důležitost se připisovala přítomnosti, obecným principům a praxi. Dějiny se chápaly jako neustálý pokrok, a antika proto již nemohla být jako dříve renesanci vzorem. Historiografie se tak stala vysoce abstraktní vědou, jež mnohdy podceňovala práci s prameny a historickou metodologii.
V českých podmínkách ovšem osvícenské dějepisectví nabylo poněkud odlišné podoby. Ahistorický charakter se zde tolik neprojevil a česká osvícenská historiografie se tak projevila zejména kritikou a zpřístupňováním pramenů, vytvářením vědeckých pracovišť a vydáváním časopisů. Dějepisectví se rovněž začalo specializovat na historii národa, literatury, práva apod.
Na počátku ediční činnosti v českých zemích stojí dva benediktini Magnoald Ziegelbauer (1689–1750) a rajhradský Josef Bonaventura Piter (1708–1764). Záhy začal prameny vydávat také piarista Gelasius Dobner (1719–1790). Začal kritickým vydáním například Kristiánovy legendy a pokračoval vydáváním kronik. Po dvou staletích od jejího sepsání vydal Dobner Hájkovu kroniku, kterou podrobil obsáhlé kritice, jež odhalila nevěrohodnost Hájkova podání, v něž se tak dlouho věřilo. To vyvolalo v českých zemích polemiku o českých dějinách a prohlubování dějepisecké činnosti.

## Historiografie za josefinismu

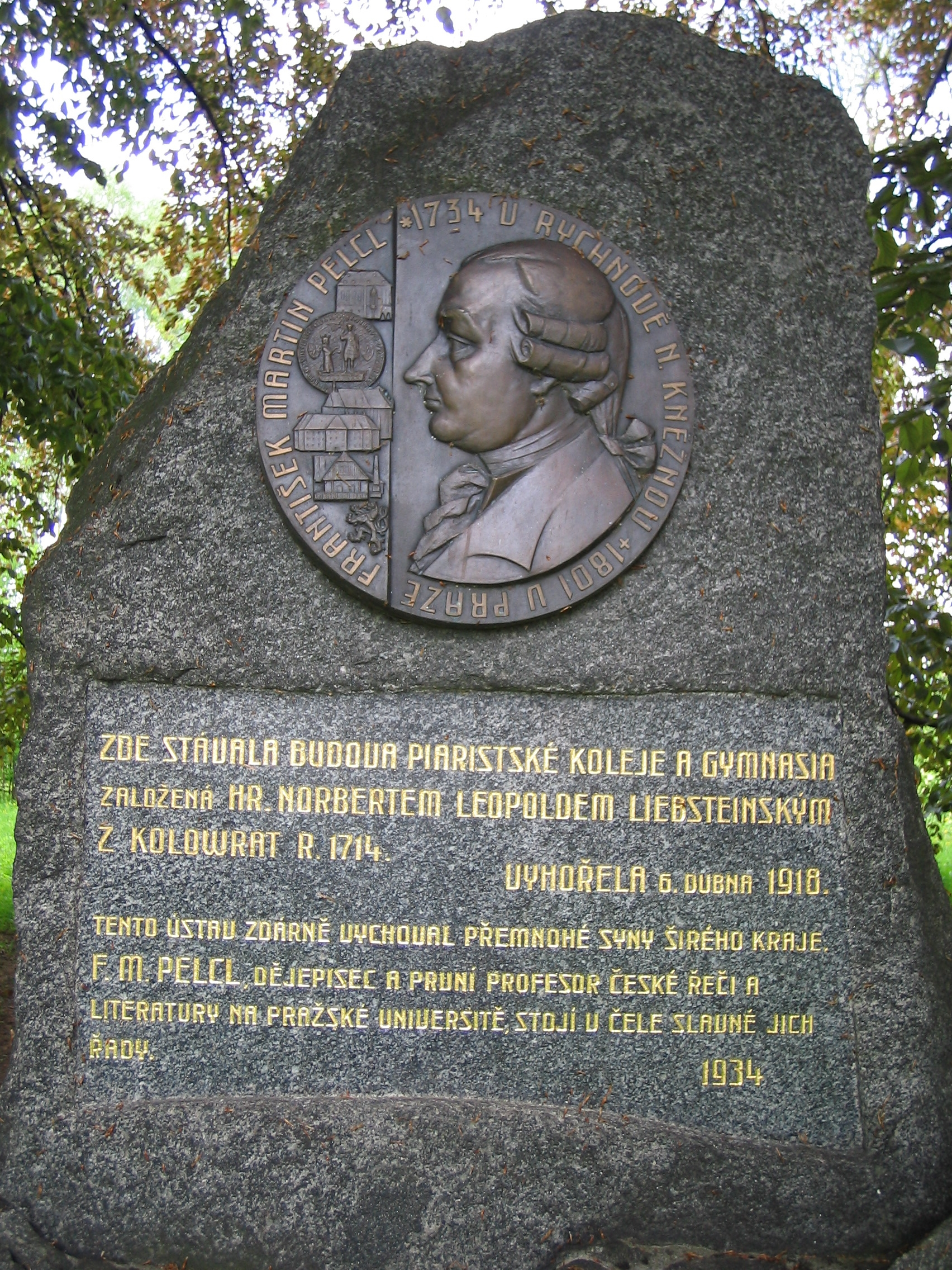
Pomník Františku Martinu Pelclovi v Rychnově nad Kněžnou

Vláda Josefa II. přinesla nejen rozvoj vzdělanosti, nýbrž také náboženskou toleranci, což umožnilo nahlížet na českou reformaci jinak než v předchozím barokním období. Zároveň pokračovala ediční činnost: piarista Mikuláš Adaukt Voigt (1733–1787) se věnoval zejména české literatuře (Acta Litteraria Bohemiae et Moraviae) a numismatice a zároveň se stavěl proti josefinskému absolutismu a potlačování stavovských práv. František Martin Pelcl (1734–1801) se stavěl proti barokně-katolickému pojetí dějin a vyjadřoval sympatie k Husovi: úpadek nezpůsobila česká reformace, nýbrž mravní rozklad církve. Spolu s Dobrovským vydal Kosmovu kroniku a díla historiografů z doby Karla IV. pod názvem Scriptores rerum bohemicarum, sám je pak autorem knihy Kurzgefaste Geschichte der Böhmen nebo Nová kronika česká. Dalším významným editorem byl František Faustin Procházka, který vydal Dalimilovu kroniku a kroniku Přibíka Pulkavy z Radenína.
Josef Dobrovský (1753–1829) se nesoustředil jen na filologii českého jazyka a na jazyk doby husitské a humanistické, ale také na otázky náboženské. Ukázal, že Jan Nepomucký nebyl „strážcem zpovědního tajemství“, jak tvrdí Hájek, nýbrž že byl obětí sporů mezi Václavem IV. a arcibiskupem Janem z Jenštejna. Dobrovský podrobil kritickému rozboru také české středověké legendy. Také jako první vystoupil rázně proti Rukopisu královédvorskému a zelenohorskému.
Kromě kritických edicí začala na přelomu 18. a 19. století vznikat také popularizační díla. František Pubička nabídl chronologický přehled Chronologische Geschichte Böhmens unter den Slaven, syntetická díla nabídl také Ignác Cornova nebo Jan Jindřich Wolf. Tato díla měla sloužit pro potřeby širších vrstev. Díky rostoucí vzdělanosti vzcházelo z těchto vrstev také stále větší počet sběratelů historických dokumentů a pisatelů pamětí. Nejvýznamnějším z takových písmáků se stal František Jan Vavák.

## Přechod k romantismu
V letech 1800–1820 zažilo české dějepisectví v důsledku napoleonských válek útlum. Zároveň však začaly do země pronikat myšlenky romantismu, jenž vyzdvihoval emoce na úkor rozumu, což znamenalo pokles kritického myšlení a vzestup národního idealismu. Česká historiografie tak vstoupila do služeb romantického národního obrození.